# عملية الهيئة الخاصة لفلمي
عملية الطاقم الخاص لفلمي (بالألمانية: Sonderstab F)؛ منظمة واجهة لتنفيذ مهمة عسكرية ألمانية في العراق خلال الحرب العالمية الثانية. تم إنشائها في 20 مايو 1941 وانتهى وجودها في 20 يونيو 1941.

## خلفية
وسط تحضيرات ألمانيا النازية لغزو أراضي الاتحاد السوفيتي عام 1941 والّتي عُرِفَت بعملية (بارباروسا) وحُدّد لها يوم 22 حزيران 1941 وحُشِّدَ لها من الجنود والمعدات والأسلحة والطائرات وكان الحشد هو الأضخم في تاريخ الحرب كلّه، وفي نفس الوقت كان هناك صراع واستقطاب سياسي في العراق كما في المنطقة كلّها بسبب الحرب والموقف منها وكان الحنق والغضب على الإنكليز على أشدّه، ففي بغداد كان هناك قطبان على طرفي نقيض في السياسة وإدارة الدولة وفيما يتعلّق بدور العراق في الحرب وعلاقتهُ ببريطانيا.
القطب الأوّل كان نوري سعيد والوصي على العرش الأمير عبد الإله بن علي ويمكن إعتباره الإتجاه الليبرالي، أمّا القطب الثاني فقد كان يتمثل بـ رشيد عالي الكيلاني والجيش وهو الإتجاه القومي العروبي. بتاريخ 3 شباط 1941 استقالت الحكومة في بغداد والّتي كان يرأسها الكيلاني وكُلِّفَ طه الهاشمي بتشكيل الحكومة الجديدة مع أوامر بتحييد الجيش وأبعاده عن السياسة وعن التوجهات القومية. هنا بدأت بوادر حركة مايس. ففي يوم الثلاثاء الأول من نيسان عام 1941 أحاط الجيش بالقصر الملكي وأجبر طه الهاشمي على الاستقالة وهرب الوصي في سيارة الوزير المفوض الأمريكي (بول نابينشو) الّذي دبّر نقلهُ إلى القاعدة البريطانية في الحبانية في اليوم التالي، وهناك قابل السفير البريطاني الجديد (كنهان كورنواليس) الّذي وصل لتوه إلى قاعدة الحبانية العسكرية في طريقه إلى بغداد لإستلام مهام عمله، وقد أبلغ كورنواليس أنّ التوصل إلى تسويةٍ مع الثوار قد أصبح مستحيلاً وشجعهُ على الذهاب إلى البصرة والعمل من هناك لاستعادة السيطرة على الموقف. ومن هناك نُقِلَ الوصي على متن طائرةٍ حربيةٍ إلى البصرة يرافقه علي جودت الأيوبي ومرافقه الشخصي عبيد الله المضايفي فوصلوها في 3 نيسان حيث نُقِلَ إلى سفينةٍ حربيةٍ بريطانيةٍ أسمها (كوك شبير) كانت راسية في شط العرب. أمّا الملك الصغير فيصل الثاني ونوري سعيد وجميل المدفعي ومساعديهم فكانت وجهتهم الأردن. قام رشيد عالي الكيلاني بتشكيل حكومةً مصغرة (حكومة إنقاذ وطني). كان الإنكليز وبسبب أوضاع العراق والصراعات السياسية بين النّخب الحاكمة قد أنشأوا في كانون الأول من العام نفسه فرقةً عسكريةً سُميّت فرقة المشاة الهندية العاشرة  الّتي كانت تتألّف من 18500 جندي موزعين على ثلاثة ألوية  ومن الجدير حيث أنّ هذه الفرقة ستقوم مستقبلاً وخلال ثمانية أشهر بإحتلال أربعة بلدان بعواصمها وهي: العراق، سوريا، لبنان، ثم إيران. أبحرت هذه الفرقة من الهند يوم 1 نيسان 1194 ووصلت ميناء البصرة بعد 17 يوم. في الأدبيات الغربية لم تذكر حركة مايس وما أعقبها أو نتيجة لها من حرب بين الجيش العراقي والقوات البريطانية باسم حرب لكنها توصف بإنقلاب أو تغيير عنيف للسلطة أمّا الإستعدادات لهذه الحرب فقد بدأتْ بأنشاء (جيش الخلاص) بأشراف نوري السعيد  بتمويل وتدريب وإدارة إنكليزية في مدينة القدس وكانت حينذاك تحت الوصاية البريطانية، بالمقابل قام القوميين بأنشاء (الفيلق العربي)  في سوريا وكانت تحت وصاية حكومة فيشي الفرنسية الموالية لألمانيا النازية ، بتمويل وتدريب وإداره ألمانية.
طلب الوصي على العرش مساعدة بريطانيا للقضاء على التمرّد بقيادة الكيلاني والعقداء الأربعة ، وبالمثل طلب رشيد عالي الكيلاني رئيس حكومة الإنقاذ الوطني من دول المحور الدعم العسكري للوقوف بوجه الغزو البريطاني المرتقب فبعث ناجي شوكت وزير الدفاع إلى تركيا لمقابلة السفير الألماني (فون بابن) لهذا الغرض وكان من مصلحة الألمان الاستجابة لطلب الحكومة العراقية لطرد الإنكليز من المنطقة. كان الجيش العراقي حينذاك يتكون من 160 ألف جندي موزعين على 4 فرق مشاة و3 أسراب طائرات من 56 طائرة مقاتلة وللتدريب. وكان للجانب البريطاني في حربهِ مع الجيش العراقي 130 ألف جندي موزعين على لواءين و12 سرب طائرات عددها 146 طائرة مقاتلة. بدأ الجيش العراقي بتحقيق الإنتصارات على البريطانيين في العراق، ففي 2 مايس 1941 إستطاع الإستيلاء على قاعدة الرطبة العسكرية المهمة لوقوعها على طريق خط (الموصل ــ حيفا) النفطي والّذي يجهز الوقود لأسطول البحر الأبيض المتوسط البريطاني، وفي لواء الدليم غربي العراق (محافظة الأنبار حالياً) كان 9000 جندي عراقي يحيطون بقاعدة الحبانية العسكرية إحدى قاعدتين بريطانيتين في العراق، (القاعدة الثانية في الشعيبة في البصرة). أمّا البريطانيون فقد قَصَفَتْ طائراتهم معسكر الهنيدي (الرشيد) ودَمَرَتْ 22 طائرة عراقية كانت جاثمة على أرض القاعدة الجوية في المعسكر (ثلث القوة الجوية العراقية) بساعةٍ واحدة كما قصفت القطعات العسكرية العراقية الّتي كانت تحاصر قاعدة الحبانية.

## بدء مهمة الألمان (الهيئة الخاصة لفلمي)
على الجانب الألماني تقرّرت عملية مساعدة الجيش العراقي في حربهِ ضد (القوات البريطانية) المسمّاة (sonderstab F) وتعني الهيئة الخاصة لفلمي، بتاريخ 6 مايس 1941 وذلك بتكليف الفريق أوّل جوّي هيلموث فلمي بالإعداد للعملية العسكرية المرتقبة [بحاجة لمصدر] ، وكانت تأكيدات حكومة رشيد عالي الكيلاني بأنّ الوقود الموجود في القواعد العسكرية العراقية يكفي أسراب الطائرات لمدّة 6 أشهر قتال وفي مقدور الحكومة زيادتها لتكفي مدّة سنتين. بدأت العملية من اليونان بإقلاع ثلاثة أسراب من الطائرات مؤلفة من 37 طائرة (سربMe110 وسربHe111 و13 طائرة Ju52/90) وسُمِيَّتْ العملية (sanderkommando Junck) ، هَبَطَت 18 طائرة منها في تدمر في سوريا والباقي هَبَطَت في دمشق في 6 مايس ثمّ أُلصِقَ عليها شعار الجيش العراقي وتمّ تعيين الجنرال وارنر يونغ قائداً للعمليات الجوية في بغداد الّتي وصلها يوم 12 مايس على متن طائرة من طراز (He111) لإستطلاع الأجواء إلّا أنّ الحظ لم يحالفه فقد تعرّضت الطائرة لنيران المقاومات الأرضية العراقية وهي في سماء بغداد بعد الإشتباه بكونها طائرة معادية بريطانية ونجا يونغ بينما لقى حتفه الطيار أكسل فون بلومبيرغ في الحال. بدأ توافد الطائرات الألمانية إلى قاعدة الموصل الجوية وبسبب العواصف خرجت 7 منها من الخدمة وعندما عَلَمَ البريطانيين بالعملية ووصول الطائرات الألمانية إلى مطارات في سوريا سارعوا بقصف مطارات دمشق وتدمر ولبنان يوم 14 مايس. في مجال القوات البرية تعهدت ألمانيا وإيطاليا بتسليح الجيش العراقي وبالفعل تمّ تجهيز قطارين مع 50 عربة وتحميلها بالمدرعات والمدافع وقطع من مختلف الأسلحة مع أجهزة اتصالات متطورة و5 مليون طلقة بندقية، وصلت الشحنة بكاملها إلى محطة القطار في بغداد من خلال سكة حديد (حلب ــ بغداد) يوم 13 مايس ووضِعَت في مخازن وزارة الدفاع، وقبل ذلك كان الدبلوماسي الألماني فريتزغروبا قد وصل بغداد يوم 11 مايس قادماً من دمشق كمنسق سياسي بين قطبي حكومة الإنقاذ رشيد عالي الكيلاني والعقيد صلاح الدين الصباغ، استخدم فريق فريتزغروبا أحد البيوت في بغداد كمقرٍ لهُ وكان الفريق يتكوّن من ثلاثة دبلوماسيين ومترجم وطبيب نفسي وأربعة ضباط من (قوة براندنبورغ) الخاصة وسكرتير، وجد الضباط الألمان إثناء تفقدهم الخطوط الأمامية للجيش العراقي وحسب التقارير الّتي رفعوها إلى قيادتهم ” أنّك لا يمكنك أنْ تُلبس فلاحاً أيّ ملابسٍ عسكريةٍ وتريد أنْ تنتصرَ بمعركةٍ”، لكن المفاجئة المخيفة أو الكارثة الّتي واجهت الألمان هي أنّ الوقود الّذي في القواعد الجوية العراقية يكفي الطائرات فقط لأربع طلعات قتالية والأسوأ أنّه وقود سيارات لا طائرات. لذلك جُلِبَ خبراء وقود ألمان لغرض حل مشكلة الوقود لطائراتهم كما تم ترتيب نقل وقود طائرات من رومانيا عبر تركيا إلى الموصل من خلال سكّة حديد بغداد ثمّ بدأت الطائرات الألمانية بقصف القوّات البريطانية من خلال تشكيلات بطائرتين لكلٍّ منها وعند الإقتراب يتمّ التجمع والإنقضاض من جهتين متعاكستين على الهدف، ومن المشاكل الأخرى الّتي واجهت الألمان مشكلة الإلحاح من حكومة رشيد عالي الكيلاني حول جلب مئات الطائرات والمدافع لدعم الجيش العراقي لهذا أصدر هتلر التوجيه رقم 30 حول العراق بتاريخ 23 مايس وقد تضمّن ما يلي:
| عملية الهيئة الخاصة لفلمي | التوجيه رقم 30 للحرب / الشرق الأوسط 1 – حركة التحرر العربية هي حركتنا في الشرق الأوسط وهي حليفنا الطبيعي ضد إنجلترا. في هذا السياق لإنتفاضة العراق أهمية خاصة لنا. إنّ تقويتنا للعراق ضمن الحدود العراقية ضد قوى إنجلترا المعادية في الشرق الأوسط سيعطل الاتصالات الإنجليزية وسيقيّد القوات الإنجليزية وكذلك سفن الإنجليز بتكاليف ساحة حرب أخرى. لذلك قررت أنّ توسيع الدعم في الشرق الأوسط للعراق جارٍ وحاصل أيّاً كان الموقف الإنجليزي بين البحر الأبيض المتوسط والخليج العربي ــ فيما يتعلّق بالهجوم ضد قناة السويس ــ سيتمّ البت فيها وإتخاذ القرار المناسب بشأنها لاحقاً، لكن بعد عملية بارباروسا. 2 – إيجاز لقراراتي الخاصة أمرت: – من أجل دعم العراق: إرسال عملية عسكرية، المساعدة من خلال القوة الجوية، أرسال شحنات الأسلحة. تتبع الفريق أول قوة F 3 – العملية العسكرية (الاسم المستعار الهيئة الخاصة جوية-هيلموث فيلمي) ومهام العملية هي: أ) في تقديم المشورة ودعم الجيش العراقي. ب) في تكوين وعمل العلاقات العسكرية الممكنة مع قوى إنجلترا المعادية خارج العراق. ج) في كسب خبرات ومعلومات ووثائق للجيش الألماني في المنطقة (بناءً على ذلك) تُنظم هذه المهام من قبل رئيس القيادة العليا للجيش الألماني. ينطبق على الإرتباطات التابعة للعملية ما يلي: أ) جميعهم يكونون تابعين لرئيس العملية العسكرية في العراق (في حالة تم تعينهم من قبل القيادة العامة للجيش) وكذلك يسري هذا التسلسل الهرمي على أعضاء قيادة الارتباط في سوريا. ب) رئيس العملية العسكرية يتبع رئيس القيادة العليا للجيش الألماني بشرط أنّ الأوامر والمبادئ التوجيهية الخاصة بالقوة الجوية تصدر فقط من القائد العام للقوة الجوية. ج) يتعامل رئيس العملية العسكرية (فقط) مع جهات تابعة للجيش العراقي. يترأس (أحد ممثلي العملية العسكرية) المفاوضات مع الحكومة العراقية وهو ممثل وزارة الخارجية في العراق. -يكون لرئيس العملية العسكرية (بالتعاون مع ممثل وزارة الخارجية في العراق) سلطة إتخاذ القرار المناسب في موضوع الأوامر العسكرية والسياسة الخارجية للعملية. د) يعتبر أعضاء العملية العسكرية مبدئياً كمتطوعين (مثل متطوعي فيلق كُوندور في إسبانيا). حيث سيرتدون الملابس المخصصة للمناطق الحارة الاستوائية ويحملون (شارة الجيش العراقي) ويستخدمون هذه الشارة على الطائرات الألمانية أيضاً. 4 – القوة الجوية إنّ (محدودية الأعداد المستخدمة) ستخدم ما هو أبعد من غرض (التأثير المباشر لسلاح الجو) ومنها الثقة بالنفس وتقوية إرادة المقاومة للجيش والشعب العراقيين. -نوع ومدى التدخل الألماني يحدده القائد العام للقوة الجوية. 5 – شحن الأسلحة الطلبيات اللازمة (هي شحنات فرنسية من سوريا حسب الإتفاق الّذي تمّ التوصل إليهِ مع الفرنسيين وكذلك ألمانيا) وبموافقة قائد القيادة العليا للجيش الألماني. 6 – السيطرة على البروباغندا في الشرق الأوسط هي من مهام وزارة الخارجية، (والعمل معاً WPr/WFSt والتنسيق مع القيادة العليا للجيش الألماني ) القاعدة الأساسية للبروباغندا ستكون: <<إنتصار دول المحور سيجلب لدول الشرق الأوسط التحرر من نير الإنجليز وبالتالي يكون لهم الحقّ في تقرير المصير، عندما تحب التحرر فيجب أنْ تأخذ لذلك موقفاً مناوئاً ضد إنجلترا>>. لهذا فالبروباغندا ضد الموقف الفرنسي في داخل سوريا يجب أنْ تكون تحت السيطرة. 7 – إذا تمّ نشر أفراد من الجيش الإيطالي في العراق تطبق عليهم نفس التعليمات المذكورة أعلاه للعمل معاً ويكونون بإمرة رئيس العملية العسكرية في العراق في المهام التي يطلبها منهم. توقيع أدولف هتلر | عملية الهيئة الخاصة لفلمي |

بهذا التوجيه أراد هتلر لفت إنتباه القادة العراقيين بأننا نريد مساعدتكم ولكن بشكلٍ محدود بسبب حاجة ألمانيا لقوتها الجوية ومعداتها الحربية الأخرى لجبهات القتال، وعليكم الإعتماد على أنفسكم وقاتلوا حتّى تتحرروا. وتمّ إعلام حكومة رشيد عالي الكيلاني بأنّ الإمدادات العسكرية ستتوقف خلال الشهرين المقبلين بسبب ظروف عملية (بارباروسا) على الجبهة السوفيتية.
وصلت 12 طائرة إيطالية إلى القاعدة الجوية في الموصل يوم 29/5 لكن الأمور لم تسرْ على ما يرام فقد واجهت الطائرات الألمانية والإيطالية الكوارث الأكبر مثل نقص الأدوات الاحتياطية، عدم تحمل الطائرات درجات الحرارة العالية وضعف الخدمات الأرضية ومرشحات الهواء سيئة، عدم توفر الإطارات الصحراوية، نقص الذخيرة وغيرها. حتى يوم 30 مايس كانت 19 طائرة ألمانية عاطلة ومحطّمة من مجموع 23 طائرة و3 إيطالية من مجموع 12 طائرة. كان الألمان بحاجة إلى حوالي 200 طائرة منها 100 قاصفة للتعطيل الجزئي لإنتاج حقول النفط في كركوك والبصرة والموصل وعابدان وخط (الموصل–حيفا) النفطي الإستراتيجي لغرض الأضرار وقطع أمدادات الوقود للجيوش البريطانية، وهذه الغارات كانت في حدود أيام 15 حزيران من نفس العام وفي نفس الوقت الّذي تجري فيه عملية بارباروسا الضخمة، ولكن بسبب عمليات القتال في جزيرة كريت لم يتمْ تنفيذ هذه العملية حسب ما كُشِفَ من الأرشيف الألماني.
في نهاية الأمر بدأت فرقة المشاة البريطانية العاشرة هجومها لإحتلال بغداد يوم 27مايس وإنتهت بالسيطرة عليها وإحتلالها بالكامل يوم 1 حزيران 1941، بعد يوم من توقيع الوصي هدنة غير مشروطة لوقف إطلاق النار مع البريطانيين وتشكيل حكومة جديدة. لجأ رشيد عالي الكيلاني إلى المملكة العربية السعودية بينما هرب معظم وزراء حكومته إلى تركيا وألقي القبض عليهم وهرب العقداء الأربعة إلى إيران ثم ألقى القبض عليهم وتمّ تسليمهم إلى السلطات البريطانية. وبذلك عادت بريطانيا إلى إحتلال كامل التراب العراقي يوم 4 حزيران من العام نفسه بسقوط الموصل ثمّ تقدّمت القوات البريطانية وإحتلت سوريا ولبنان بعدها بـ 4 أيام وبتاريخ 28 آب 1941 سقطت إيران تحت الاحتلال البريطاني. كانت خسائر الجيش العراقي في هذه الحرب 200 قتيل و70 جريح، وخسر البريطانيون 600 قتيل و800 جريح.
فقد إنتهت بوقف إطلاق النار ببغداد يوم 31/ 5/ 1941 وهروب أعضاء البعثة إلى برلين عن طريق تركيا وسوريا وذكروا بتقاريرهم إلى قيادة الأركان الألمانية عن الجيش العراقي:
(عدم الجدية بتسلسلهم الهرمي عند القتال، علاقة قادتهم سيئة ببعضهم، تخطيطهم عفوي، خبرتهم غير مهنية ومرونتهم قليلة وإتكالية واضحة)
عاد الأمير عبد الإله بن علي للحكم وسيطر الليبراليون على الحكومة وعُيِّن (جميل المدفعي) رئيساً للوزراء خلفاً لرشيد عالي الكيلاني وتمت محاكمة العقداء الأربعة المشاركين بالحركة وإعدامهم يوم 6 كانون الثاني 1942 بعد أنْ سلمتهم بريطانيا للسلطات العراقية عند نهاية الحرب وهم:
صلاح الدين الصباغ، كامل شبيب، سعيد محمود سلمان، فهمي سعيد أمّا رشيد عالي الكيلاني فقد إنتظر حتّى إنقلاب عام 1958 ليعود إلى العراق مرّة أخرى.

## بيانات المصادر والمراجع
- Churchill، Winston (1950). The Second World War, Volume III, The Grand Alliance. Boston: Houghton Mifflin Company.
- Kurowski، Franz (2005). The Brandenburger Commandos: Germany's Elite Warrior Spies in World War II. Mechanicsburg, Pennsylvania: Stackpole Book. ISBN:978-0-8117-3250-5.  Kurowski، Franz (2005). The Brandenburger Commandos: Germany's Elite Warrior Spies in World War II. Mechanicsburg, Pennsylvania: Stackpole Book. ISBN:978-0-8117-3250-5.  Kurowski، Franz (2005). The Brandenburger Commandos: Germany's Elite Warrior Spies in World War II. Mechanicsburg, Pennsylvania: Stackpole Book. ISBN:978-0-8117-3250-5.
- Lyman، Robert (2006). Iraq 1941: The Battles for Basra, Habbaniya, Fallujah and Baghdad. Campaign. Oxford, New York: Osprey Publishing. ص. 96. ISBN:1-84176-991-6.  Lyman، Robert (2006). Iraq 1941: The Battles for Basra, Habbaniya, Fallujah and Baghdad. Campaign. Oxford, New York: Osprey Publishing. ص. 96. ISBN:1-84176-991-6.  Lyman، Robert (2006). Iraq 1941: The Battles for Basra, Habbaniya, Fallujah and Baghdad. Campaign. Oxford, New York: Osprey Publishing. ص. 96. ISBN:1-84176-991-6.